# Henrique FitzRoy, Duque de Richmond e Somerset
Henrique Fitzroy (Blackmore, 15 de junho de 1519 — Palácio de St. James, 23 de julho de 1536), duque de Richmond e Somerset, foi o filho ilegítimo do rei Henrique VIII de Inglaterra e de sua amante Elizabeth Blount, nascido enquanto Henrique era casado com Catarina de Aragão, sua primeira esposa. Foi o único filho ilegítimo que Henrique VIII reconheceu.
Chamado Fitzroy, que significa filho do rei, ele cresceu em Windsor, onde seu pai o mimava.

## Biografia
O rei fez de Henrique cavaleiro da Jarreteira aos seis anos de idade, em abril de 1525. Ele então foi promovido a conde de Nottingham e, no mesmo dia, 16 de junho de 1525, feito duque de Richmond e Somerset (um título associado com Henrique VII antes de ele subir ao trono), e então, um mês depois, almirante da Inglaterra, Irlanda e Normandia. Ele também foi feito tenente da Irlanda, guardião dos Cinco Portos e recebeu outros títulos e uma renda que o tornou a pessoa mais rica no reino depois do rei.
Em 1531, ele foi formalmente prometido à filha do duque de Norfolk, Maria Howard, com quem se casou dois anos depois.
Henrique morreu de tuberculose no Palácio de St. James aos dezessete anos, pouco depois da execução de Ana Bolena e quando um ato estava passando no Parlamento para permitir ao rei nomeá-lo herdeiro do trono. Henrique encarregou o duque de Norfolk, seu consogro, dos funerais, e ordenou que o corpo fosse levado numa carreta fechada para um enterro secreto. Por descuido dos criados de Norfolk, o corpo foi levado numa carroça coberta de palha com apenas dois acompanhantes que seguiam à distância. O jovem duque foi enterrado originalmente em Thetford, mas os Howards e os duques de Norfolk (sogros de Fitzroy), perderam seu mausoléu de família no Priorado de Thetford com a dissolução dos mosteiros. Seu local de descanso atualmente está na Igreja de São Miguel, Framlingham, Suffolk.